# Muntzenheim
Muntzenheim je občina v departmaju Haut-Rhin francoske regije Alzacija.
Leta 2011 je v občini živelo 1.123 oseb oz. 173 oseb/km².